# Ładzin (przystanek kolejowy)
Ładzin – kolejowy przystanek osobowy w Ładzinie, w województwie zachodniopomorskim, w Polsce. Zatrzymują się na nim jedynie regionalne pociągi osobowe relacji Poznań Główny/Szczecin Główny – Świnoujście.

## Ruch pasażerski
| Rok  | Wymiana pasażerska na dobę |
| ---- | -------------------------- |
| 2017 | 100-149                    |
| 2022 | 50-99                      |